# Reinhard Meyer zu Bentrup

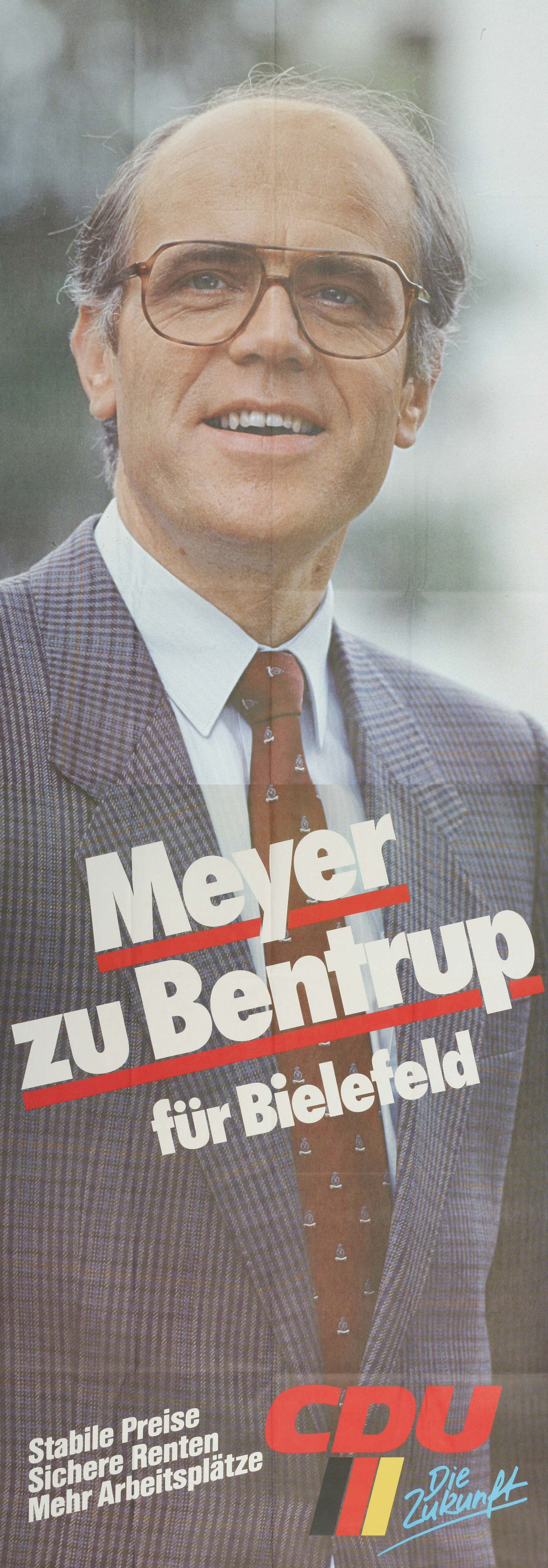
Wahlplakat zur Bundestagswahl 1987

Reinhard Meyer zu Bentrup (* 22. Mai 1939 in Gadderbaum; † 13. August 2024) war ein deutscher Politiker (CDU). Er war von 1976 bis 1994 Mitglied des Deutschen Bundestages.

## Leben
Meyer zu Bentrup wurde als Sohn eines Landwirts in Gadderbaum bei Bielefeld geboren. Nach dem Abitur 1960 an einem Bielefelder Gymnasium absolvierte er eine landwirtschaftliche Lehre, die er 1962 mit der Gehilfenprüfung beendete. Im Anschluss nahm er ein Studium der Landwirtschaft an den Universitäten in Bonn und Berlin auf, das er 1967 mit der Prüfung als Diplom-Landwirt abschloss. 1970 wurde er mit dem Dissertationsthema Stand und Entwicklung spezialisierter Betriebe auf Ackerbaustandorten zum Doktor der Agrarwissenschaften promoviert. Ab 1969 bewirtschaftete er den erstmals Anfang des 14. Jahrhunderts urkundlich erwähnten Hof Meyer zu Bentrup in Brönninghausen. 1973 wurde er Kreislandwirt.
Meyer zu Bentrup war ab 1970 Vorsitzender des Agrarausschusses der CDU Bielefeld, von 1975 bis 1986 Vorsitzender des Landesagrarausschusses der CDU Westfalen-Lippe und ab 1976 Mitglied des CDU-Bundesfachausschusses für Agrarpolitik. Zeitweise stand er dem CDU-Kreisverband Bielefeld vor. In der Kommunalpolitik war er von 1969 bis 1972 Mitglied des Gemeinderates in Brönninghausen, von 1970 bis 1972 Mitglied des Kreistages Bielefeld und von 1973 bis 1979 Mitglied des Rates der Stadt Bielefeld.
Bei der Bundestagswahl 1976 wurde Meyer zu Bentrup erstmals in den Deutschen Bundestag gewählt, dem er bis 1994 angehörte. Er zog stets über die CDU-Landesliste Nordrhein-Westfalen ins Parlament ein, außer bei der Bundestagswahl 1983, als er das Direktmandat im Wahlkreis 102 (Bielefeld) gewann. In allen sechs Wahlperioden war er durchweg Mitglied des Finanzausschusses.

## Mitgliedschaften und Engagements
Meyer zu Bentrup war 1974 bis 1989 Mitglied des Verwaltungsrates der Sparkasse Bielefeld. Er gehörte zu den Gründungsmitgliedern des Verwaltungsrates des Evangelischen Johanneswerks in Bielefeld; dem Verwaltungsrat gehörte er bis 2009 an. Außerdem war er Vorstandsmitglied des Christlichen Missionswerks e.V.

## Ehrungen und Auszeichnungen
- 1988: Verdienstkreuz 1. Klasse der Bundesrepublik Deutschland
- Johann-Christian-Eberle-Medaille der Sparkassenorganisation Westfalen-Lippe